# Vollwerternährung
Vollwerternährung bezeichnet ein Ernährungskonzept, bei dem frische und unbehandelte Nahrungsmittel sowie Vollkornprodukte bevorzugt werden.
Vollwerternährung erfordert nach Ansicht von Claus Leitzmann und anderen Vertretern dieser Theorie eine hohe Qualität der Nahrungsmittel sowie eine bessere Umwelt-, Sozial- und Wirtschaftsverträglichkeit.
Historisch geht die Vollwerternährung auf die Vollwertkost von Werner Kollath und Maximilian Bircher-Benner zurück.
Vollwertige Ernährung basiert auf den Empfehlungen der Deutschen Gesellschaft für Ernährung und bezeichnet ein Mischkost-Konzept mit ernährungsmedizinischer Zielsetzung, ohne jedoch Aspekte der Nachhaltigkeit zu berücksichtigen.
Bei der vollwertigen pflanzlichen Ernährung wird eine rein vegane Kost angestrebt.

## Geschichte

### Ernährungsreformer vor 1933
Der Begriff Vollwertkost wurde zwar erst von dem nationalsozialistischen Wissenschaftler Werner Kollath 1942 eingeführt, das Prinzip wurde jedoch bereits Ende des 19. Jahrhunderts entwickelt unter dem Einfluss der Naturheilkunde und der Lebensreform-Bewegung. Die Überzeugung der meisten Lebensreformer um 1900 war, dass sich ein Großteil der Menschen im Zeitalter der Industrialisierung völlig falsch und damit ungesund ernährte: zu viel Fleisch, zu viel Fett, zu viel Zucker, zu viel Weißmehl, zu viele Gewürze, zu viele Genussmittel. Die meisten Ernährungsreformer waren Anhänger des Vegetarismus, der um 1850 zunehmend Anhänger gewann. Allgemein wurden von ihnen weitgehend unbehandelte Lebensmittel bevorzugt. Die Ernährungsreformer, die fast alle aus dem deutschsprachigen Raum kamen, wandten sich zwar prinzipiell an alle Schichten der Bevölkerung, fanden aber fast ausschließlich beim Bürgertum Interesse, vor allem beim Bildungsbürgertum.
Der amerikanische Prediger und Vegetarier Sylvester Graham entwickelte 1829 als Alternative zum damals populären Weißbrot ein Brot aus dem feinen Vollkorn-Schrot des Weizens. Ab 1861 machte der Naturheilkundler und Vegetarier Theodor Hahn dieses sogenannte Grahambrot in der Schweiz populär. Hahn sah im Verzehr von weißem, kleiefreien Brot eine Ursache für diverse Krankheiten einschließlich Hysterie und „Gemütskrankheiten“. Auch der Laienheiler Louis Kuhne propagierte eine möglichst „naturbelassene“ Kostform, also vor allem Rohkost. Am wertvollsten sei Getreide in Form ganzer Körner, gefolgt von Schrot und Schrotbrot. Die „naturgemäße Ernährung“ sei die wesentliche Voraussetzung für Gesundheit.

Auch Sebastian Kneipp stellte als Teil seiner Kneipp-Medizin Richtlinien für gesunde Ernährung auf. Er war kein Vegetarier, betonte jedoch auch den Wert möglichst einfacher Kost und wenig verarbeiteter Nahrungsmittel. Er schrieb unter anderem: 

„Für Alle, welche gesund bleiben und kräftig und stark werden wollen, ist vor Allem vom Schöpfer das Getreide bestimmt“

 und 

„Lasst das Natürliche so natürlich wie möglich. Die Zubereitung der Speisen soll einfach und ungekünstelt sein. Je näher sie dem Zustande kommen, in welchem sie von der Natur geboten werden, desto gesünder sind sie.“

 Kneipp empfahl die Verwendung von kleiehaltigem Vollkornmehl und bezeichnete fein gemahlenes Mehl als „Kunstmehl“, dem die wichtigsten Nährstoffe fehlten.
Als ein Pionier der Vollwertkost gilt der Schweizer Arzt Maximilian Bircher-Benner (1867–1939), der unter anderem das Müsli erfand. Er entwickelte darüber hinaus eine eigene Ernährungslehre, in der pflanzliche Kost im Mittelpunkt stand. Allen roh genießbaren Pflanzenteilen, vor allem den Blättern, schrieb er einen besonders hohen Nährwert zu. Bircher-Benner sprach von Sonnenlichtnahrung, denn er ging davon aus, dass die Pflanzen aus dem Sonnenlicht besondere Energie bezögen. Die Vitamine waren um 1900 noch nicht entdeckt. Gekochte Pflanzenkost betrachtete er als weniger wertvoll. Fleisch stand bei Bircher-Benner auf der unteren Stufe der Werteskala. Außerdem lehnte er Konserven und stark bearbeitete Lebensmittel ab. Er sprach von einer „Ordnung der Ernährung“. Das Bircher-Müsli entstand als Versuch, eine optimale Kost zuzubereiten, die alle wichtigen Nährstoffe in ausreichendem Maße enthält. Der Begriff „vollwertige Nahrung“ wird bereits von Bircher-Benner in seinen Schriften verwendet.

### Nationalsozialismus
In der Phase des Nationalsozialismus in Deutschland wurde auch die Ernährung der Bevölkerung staatlich beeinflusst und gelenkt. Ziel der Ernährungspolitik war es, die Gesundheit des „Volkskörpers“ zu gewährleisten. Im Mittelpunkt des Interesses stand die sogenannte „Vollkornbrotfrage“. Um die Bäckereien dazu zu bringen, vor allem Vollkornbrot herzustellen statt Brot aus Auszugsmehl, wurde 1939 der Reichsvollkornbrotausschuss gegründet. Der Reichsärzteführer Leonardo Conti erklärte: 

„Der Kampf um das Vollkornbrot ist ein Kampf für die Volksgesundheit.“

 Ein Gütesiegel für Brot wurde eingeführt.
Werner Kollath (1892–1970) hatte Kontakt zu Bircher-Benner und publizierte in dessen Zeitschrift Der Wendepunkt. 1942 veröffentlichte Kollath sein Hauptwerk Die Ordnung unserer Nahrung. Darin verwendete er den Begriff Vollwertkost für eine Kost, die „alles enthält, was der Organismus zu seiner Erhaltung und zur Erhaltung der Art benötigt“. Was das Ernährungskonzept selbst anbelangt, konnte er vor allem auf die Veröffentlichungen Bircher-Benners zurückgreifen. Kollaths Postulat „Lasst unsere Nahrung so natürlich wie möglich“ ist die Abwandlung eines Kneipp-Zitats. Kollath teilte alle Lebensmittel in sechs Wertgruppen (später als „Wertstufen“ rezipiert) ein; je geringer der Grad der Verarbeitung, desto höher die Wertigkeit. Pflanzliche Nahrung wird von ihm grundsätzlich höher bewertet als tierische, Rohkost höher als gekochte. Kollath unterschied begrifflich auch zwischen nicht oder wenig verarbeiteten „Lebensmitteln“, die noch lebendig seien, und stärker verarbeiteten „Nahrungsmitteln“, die für ihn „tote Nahrung“ darstellten. Der Leiter des nationalsozialistischen „Reichspropagandaamt Mecklenburg“ stufte Kollaths Werk als kriegswichtig ein: Er unterstützte noch während des Krieges den Druck der zweiten Auflage, weil es sich seiner Überzeugung nach um ein „wertvolles, gerade auch durch den Krieg im Vordergrund stehendes Werk handelt“.

### Entwicklung nach 1945
Nach 1945 und bis in die 1960er Jahre hinein gab es in Deutschland wenig Interesse an speziellen Ernährungsphilosophien, denn zunächst ging es darum, die Versorgung der Bevölkerung sicherzustellen. Dann überwog der Wunsch, die Mangeljahre der Kriegszeit auszugleichen, und es folgte in den 1950er Jahren die so genannte „Fresswelle“. In England waren Lebensmittel noch bis 1954 rationiert. Erst in den 1970er Jahren wurde gesunde Ernährung wieder zu einem öffentlich diskutierten Thema.
Die Deutsche Gesellschaft für Ernährung (DGE), 1953 gegründet, führte den Begriff vollwertige Ernährung ein und definiert diese im Wesentlichen als Ernährung, die alle notwendigen Nährstoffe in ausreichender Menge, im richtigen Verhältnis und in der optimalen Form enthält. Fleischkonsum wird nur in Maßen empfohlen. 1954 gründete Hans Adalbert Schweigart die Internationale Gesellschaft für Nahrungs- und Vitalstoff-Forschung (IVG), zu deren Schwerpunkten auch die wissenschaftliche Forschung zur vollwertigen Ernährung gehörte. Sie spricht im Unterschied zur DGE von Vollwert-Ernährung und erklärt 1955, dazu gehöre auch „eine natürliche Bodenfruchtbarkeit, eine biologisch-hygienische Düngung mit harmonischer Mineraldüngung und Spurenelementversorgung, mit einer Tierhaltung in gesunden Ställen zur Erzeugung gesunder, antibiotikafreier Milch“.
In den 1960er Jahren entwickelte Max Otto Bruker (1909–2001) in Anlehnung an Kollath eine Ernährungslehre, die er ab 1966 vitalstoffreiche Vollwertkost nannte. Diese Bezeichnung ist eine Kombination aus dem von Schweigart eingeführten Sammelbegriff „Vitalstoffe“ und Kollaths Terminus „Vollwertkost“. Eine weitere Variante ist die Schnitzer-Kost nach Johann Georg Schnitzer.
Ende der 1970er Jahre entwickelten Ernährungswissenschaftler um Claus Leitzmann an der Universität Gießen auf der Grundlage von Kollaths Konzept und in Anlehnung an die IVG eine Ernährungslehre, die sie Vollwert-Ernährung nannten. Karl von Koerber kannte die Vollwertkost Brukers durch seine Eltern und gründete 1976 an der Uni Gießen als Student der Ökotrophologie einen „Arbeitskreis alternative Ernährung“; er vermittelte auch den Kontakt Leitzmanns zu Bruker. Noch als Studenten gründeten Koerber und Thomas Männle gemeinsam mit Bruker die Gesellschaft für Gesundheitsberatung, traten 1980 aber wieder aus. Ein Jahr später gründete Thomas Männle zusammen mit Elmar Schropp in Gießen den Verband für Unabhängige Gesundheitsberatung, der sich bis heute für die Verbreitung der Vollwert-Ernährung und eine neutrale, wissenschaftliche begründete Ernährungsaufklärung einsetzt.
Leitzmann, Koerber und Männle modernisierten Kollaths Lehre und berücksichtigten ökologische und sozioökonomische Aspekte bei ihren Ernährungsempfehlungen. Pflanzenkost wird wie bei Kollath und Bircher-Benner eine größere Bedeutung beigemessen als tierischen Lebensmitteln. 1981 veröffentlichten sie ein Buch zur Vollwert-Ernährung, das zuletzt 2004 in überarbeiteter Neuauflage erschienen ist.

## Vollwertkost
Der Bakteriologe und Hygieniker Werner Kollath stellte 1942 in seinem Buch Die Ordnung unserer Nahrung das Ernährungskonzept der Vollwertkost vor. Der Grundgedanke ist das Postulat, Lebensmittel seien umso wertvoller und gesünder, je weniger sie bearbeitet werden. Kollath unterteilte die Lebensmittel in sechs „Wertgruppen“:
1. unveränderte, frische Lebensmittel, die nicht erhitzt wurden
2. mechanisch veränderte Lebensmittel
3. enzymatisch veränderte Lebensmittel
4. hitzebehandelte Nahrungsmittel
5. konservierte oder stark verarbeitete Nahrungsmittel
6. isolierte Lebensmittelsubstanzen oder ihre Kombination

Die ersten drei Gruppen werden zusammengefasst als „Lebensmittel“, die anderen drei als „Nahrungsmittel“. Nach Kollaths Theorie enthalten nur möglichst unbehandelte Lebensmittel genügend essentielle Inhaltsstoffe, die er „Auxone“ nannte. Durch den Mangel von Auxonen würde „Mesotrophie“, eine Mangelernährung, die zu chronischen Erkrankungen führe, hervorgerufen.
Kollath unterschied zwischen „lebender Kost“, die „Fermente“ enthalte und die er als Lebensmittel bezeichnete, und „toter Nahrung“, die er Nahrungsmittel nannte. Dem „Kalorienwert“ stellt er den „Frischwert“ gegenüber; die Nahrungsenergie sei der „Teilwert“, die Frische dagegen der „Vollwert“ der Nahrung. Gekochte Kost ist seiner Auffassung nach grundsätzlich nur „teilwertig“. Hitzeanwendung beschrieb Kollath als das „wichtigste praktische Konservierungsverfahren“. Durch Hitze würden jedoch „Aromastoffe und Eigenfermente vernichtet“. Aus „Lebensmitteln“ würden so „Nahrungsmittel“.
Der Zahnarzt Johann Georg Schnitzer und der Internist Max Otto Bruker entwickelten eigene Ernährungslehren in Anlehnung an die Vollwertkost. Im Zusammenhang mit den Bio-Lebensmitteln hat sich auch der Begriff Naturkost verbreitet, der jedoch aus der Lebensreform-Bewegung stammt und somit einen anderen Ursprung als die im 20. Jahrhundert dazu verbreiteten ernährungswissenschaftlichen Theorien hat.

### Das Konzept der unbehandelten Nahrungsmittel
Viele Nahrungsmittel sind für den Menschen überhaupt nur verträglich, weil der Mensch im Laufe der Geschichte gelernt hat, diese entsprechend zuzubereiten. Die Vermeidung einer Denaturierung in der Vollwertkost ignoriert zum Beispiel auch den denaturierenden Effekt des sauren pH-Werts der Magensäure.
Viele Nahrungsmittel wie z. B. Kartoffeln, Hülsenfrüchte oder Reis sind nur gekocht genießbar. Der Anteil der „Rohkost“ sagt daher nichts darüber aus, inwieweit eine Ernährungsweise „gesund“ ist.
Kollaths Einteilung der Lebensmittel in sechs Wertstufen ist nicht immer nachvollziehbar: So gilt z. B. Muskelfleisch als hitzebehandelt (Wertstufe 4), Innereien aber werden zu den isolierten Substanzen (Wertstufe 6) gezählt; blanchierte Hülsenfrüchte gelten als unerhitzt (Wertstufe 1), Fruchtsäfte dagegen als erhitzt (Wertstufe 4); Früchtetee wird als unerhitzt, Malzkaffee als erhitzt eingestuft; Muscheln werden als mechanisch verändert eingeordnet.

## Vollwertige Ernährung
Den Begriff vollwertige Ernährung benutzt die DGE in Abwandlung des Begriffs Vollwertkost. Die Kurzdefinition der DGE besagt, dass eine Kost dann als vollwertig gilt, wenn sie alle nötigen Nährstoffe in ausreichender Menge, im richtigen Verhältnis und in der richtigen Form enthält. Auch der Sättigungswert der Lebensmittel wird berücksichtigt. Das „richtige Verhältnis“ bedeutet nach Auffassung der meisten Ernährungswissenschaftler: 50 bis 60 Prozent der Zufuhr an Nahrungsenergie aus Kohlenhydraten, 30 Prozent aus Fett und maximal 20 Prozent aus Eiweiß. Die vollwertige Ernährung kann vegetarisch sein, muss es jedoch nicht. Vegane Ernährung wird als ernährungsphysiologisch ungünstig beurteilt.[fehlende Quelle]
Die DGE wurde 1953 gegründet mit dem Ziel, „Gesundheit und Leistungsfähigkeit der Bevölkerung durch Anleitung zu richtiger und vollwertiger Ernährung zu erhalten und zu steigern“. Von Anfang an wurden Vollkornbrot, Kartoffeln, Milchprodukte und ein relativ hoher Anteil von Rohkost empfohlen. 1955 heißt es in einem Artikel der DGE-Zeitschrift Ernährungs-Umschau: „Unter einer vollwertigen Ernährung versteht man im wissenschaftlichen Sinne eine Ernährung, in der alle notwendigen Bestandteile in ausreichender Menge enthalten sind und durch die der menschliche Energiebedarf hinreichend gedeckt wird.“ Seit Anfang der 1960er-Jahre fasst die DGE ihre Ernährungsempfehlungen in zehn Regeln zusammen.
Die aktuellen Ernährungsregeln der vollwertigen Ernährung:
- ausgewogene Ernährung, die alle Nährstoffe enthält,
- pflanzliche Nahrungsmittel werden bevorzugt,
- täglich sollen fünf Portionen Obst und Gemüse verzehrt werden,
- wenig Zucker und wenig Salz,
- schonende Zubereitung der Lebensmittel,
- Getreideprodukte und Milch sowie Milchprodukte sollen täglich gegessen werden,
- 300 Gramm bis maximal 600 Gramm Fleisch und Fisch pro Woche, wenig Wurst,
- wenig Fett und fettreiche Lebensmittel; pflanzliche Fette sind zu bevorzugen,
- 1,5 bis 2 Liter täglich trinken,
- abwechslungsreiche Nahrung.

Den Schwerpunkt der vollwertigen Ernährung bilden Getreideprodukte, Kartoffeln, Hülsenfrüchte, Gemüse und Obst. Bevorzugt werden Vollkornprodukte. Rohkost wird als besonders wertvoll angesehen. Die DGE empfiehlt täglich fünf statt der oft üblichen drei Mahlzeiten. Obst oder Gemüse sollten Bestandteil jeder Mahlzeit sein. Fleisch sollte nicht täglich gegessen werden, Fisch ein- bis zweimal pro Woche, Wurst und Eier nur selten. Die bevorzugten Getränke sind Mineralwasser, verdünnte Säfte und ungesüßter Tee. Milch gilt nicht als Getränk, sondern als Lebensmittel. Kaffee, schwarzer Tee und Alkoholika gelten als ungeeignete Flüssigkeitszufuhr.
Die „Angepasste Vollkost“ ist ein Konzept der DGE und legt dar, wie trotz Unverträglichkeit bestimmter Lebensmittelgruppen eine vollwertige Ernährung erreicht werden kann.

## Vollwerternährung
Der Begriff Vollwerternährung wurde erstmals in den 1950er Jahren von der IVG verwendet, die bereits Gesichtspunkte der Ökologie einbezog. 1956 hieß es in einer Publikation: „Unter gesunder Vollwerternährung verstehen wir eine solche, die auf einer biologisch ausgerichteten Land- und Gartenwirtschaft beruht, somit auf einem Landbau, der mit naturgemäßer, harmonisch eingepasster Tierhaltung verbunden ist.“
Das Konzept der heute aktuellen Vollwert-Ernährung stammt von den Ernährungswissenschaftlern Claus Leitzmann, Karl von Koerber und Thomas Männle und wurde 1981 erstmals publiziert und zuletzt 2003 aktualisiert. Wissenschaftliche Belege über den gesundheitlichen Nutzen erbrachte Claus Leitzmann mit seinen Mitarbeitern in den 1990er Jahren an der Universität Gießen (Gießener Vollwert-Ernährungsstudie).
Die Definition wird in Anlehnung an den Standort der Autoren als Gießener Formel bezeichnet:

„Vollwert-Ernährung ist eine überwiegend pflanzliche (lakto-vegetabile) Ernährungsweise, bei der gering verarbeitete Lebensmittel bevorzugt werden. Gesundheitlich wertvolle, frische Lebensmittel werden zu genussvollen und bekömmlichen Speisen zubereitet. Die hauptsächlich verwendeten Lebensmittel sind Gemüse und Obst, Vollkornprodukte, Kartoffeln, Hülsenfrüchte sowie Milch und Milchprodukte, daneben können auch geringe Mengen an Fleisch, Fisch und Eiern enthalten sein. Ein reichlicher Verzehr von unerhitzter Frischkost wird empfohlen, etwa die Hälfte der Nahrungsmenge.
Zusätzlich zur Gesundheitsverträglichkeit der Ernährung werden im Sinne der Nachhaltigkeit auch die Umwelt-, Wirtschafts- und Sozialverträglichkeit des Ernährungssystems berücksichtigt. Das bedeutet unter anderem, dass Erzeugnisse aus ökologischer Landwirtschaft sowie regionale und saisonale Produkte verwendet werden. Weiterhin wird auf umweltverträglich verpackte Erzeugnisse geachtet. Außerdem werden Lebensmittel aus Fairem Handel mit sog. Entwicklungsländern verwendet. Mit Vollwert-Ernährung sollen hohe Lebensqualität – besonders Gesundheit –, Schonung der Umwelt, faire Wirtschaftsbeziehungen und soziale Gerechtigkeit weltweit gefördert werden.“

Die Vollwert-Ernährung baut nach Aussage der Gießener Wissenschaftler auf die Ernährungslehren von Bircher-Benner und Kollath auf. Möglichst wenig verarbeitete Lebensmittel enthalten nach ihrer Überzeugung den „vollen Wert“ der natürlichen Inhaltsstoffe und seien daher „vollwertig“. Den Begriff Vollwertkost, den Kollath 1942 eingeführt hatte, haben sie geändert in Vollwert-Ernährung. Das Gießener Ernährungsmodell teilt Nahrungsmittel nur noch in vier statt sechs Wertstufen ein, von „nicht/gering verarbeitet“ (sehr empfehlenswert) bis zu „übertrieben verarbeitet“ (nicht empfehlenswert). Empfehlungen zur Nährstoffzufuhr werden nicht gegeben.
Beim Getreide sollen Vollkorn-Produkte bevorzugt werden. Milch und Milchprodukte sollen nur in mäßigen Mengen verzehrt werden, am besten Vorzugsmilch oder pasteurisierte Vollmilch. Der Verzehr von Fleisch, Fisch und Eiern wird als unnötig eingestuft, jedoch nicht völlig abgelehnt. Als angemessen gelten pro Woche zwei Fleischmahlzeiten, eine Fischmahlzeit und zwei Eier. Wurst wird überhaupt nicht empfohlen, ebenso wenig Innereien wegen der Schadstoffbelastung. Zucker und Süßstoff sollen gemieden werden mit Hinweis auf die potenzielle Begünstigung verschiedener Erkrankungen wie Adipositas und Diabetes mellitus.
Etwa die Hälfte der täglichen Kost soll aus Rohkost bestehen, was mit dem höheren Gehalt wichtiger Inhaltsstoffe begründet wird. Allerdings wird eingeräumt, dass nicht alle Menschen Rohkost gut vertragen, so dass u. a. für Senioren ein geringerer Anteil besser sei. Zusatzstoffe in Lebensmitteln werden mit der Begründung abgelehnt, dass gesundheitliche Risiken nicht völlig auszuschließen seien.
Zur Gruppe 4 der nicht empfehlenswerten Lebensmittel gehören bei der Vollwert-Ernährung unter anderem Nahrungsergänzungsmittel, Tiefkühlkost, gentechnisch veränderte Lebensmittel (Novel Food), Pommes frites, extrahierte Sojaprodukte wie 'Sojafleisch', Sojaprotein, Sojalecitin, gehärtete Margarine, Kondensmilch, Schmelzkäse, Limonade, Aromastoffe und Süßwaren.
Das Modell der Vollwert-Ernährung geht jedoch über ein rein ernährungswissenschaftliches Konzept hinaus und enthält darüber hinaus ideologische Elemente und politische sowie ökologische Aussagen. Neben der Gesundheitsverträglichkeit sollen auch Umwelt- und Sozialverträglichkeit bei der Ernährung berücksichtigt werden. Daher soll Erzeugnissen aus der Region der Vorzug gegeben werden. Auch der weitgehende Verzicht auf Fleisch wird ökologisch begründet. Insbesondere Getreide und Hülsenfrüchte (vor allem Sojabohnen) könnten auch direkt der menschlichen Ernährung dienen, anstatt zur Produktion von Fleisch, Milch und Eiern eingesetzt zu werden. Auf diese Weise könnten wesentlich mehr Menschen von der gleichen Ackerfläche ernährt werden, da bei der Umwandlung zu tierischen Produkten durchschnittlich 65 bis 90 Prozent der Nahrungsenergie und des Proteins pflanzlicher Futtermittel verloren gehen.
Im Sinne sozialer Gerechtigkeit wird solidarisches Kaufverhalten von den Konsumenten gefordert, indem sie z. B. Produkte aus „fairem Handel“ bevorzugen. Kritik geübt wird auch am „Agrarprotektionismus“ der EU. Gentechnik, Novel Food und Lebensmittelbestrahlung werden abgelehnt.
Die Gießener Ernährungswissenschaftler haben für ihre Ernährungslehre sieben Grundsätze aufgestellt:
1. Genussvolle und bekömmliche Speisen
2. Bevorzugung pflanzlicher Lebensmittel (überwiegend lakto-vegetabile Kost)
3. Bevorzugung gering verarbeiteter Lebensmittel – reichlich Frischkost
4. Ökologisch erzeugte Lebensmittel
5. Regionale und saisonale Erzeugnisse
6. Umweltverträglich verpackte Produkte
7. Fair gehandelte Produkte

## Vollwertige pflanzliche Ernährung
Die vollwertige pflanzliche Ernährung beschreibt eine rein vegane Ernährungsweise auf Basis von Vollkornprodukten, Hülsenfrüchte, Gemüse, Obst, Nüssen und Samen. Im Englischen wird sie als Whole Food Plant-Based Diet bezeichnet.